# All Souls College, Oxford

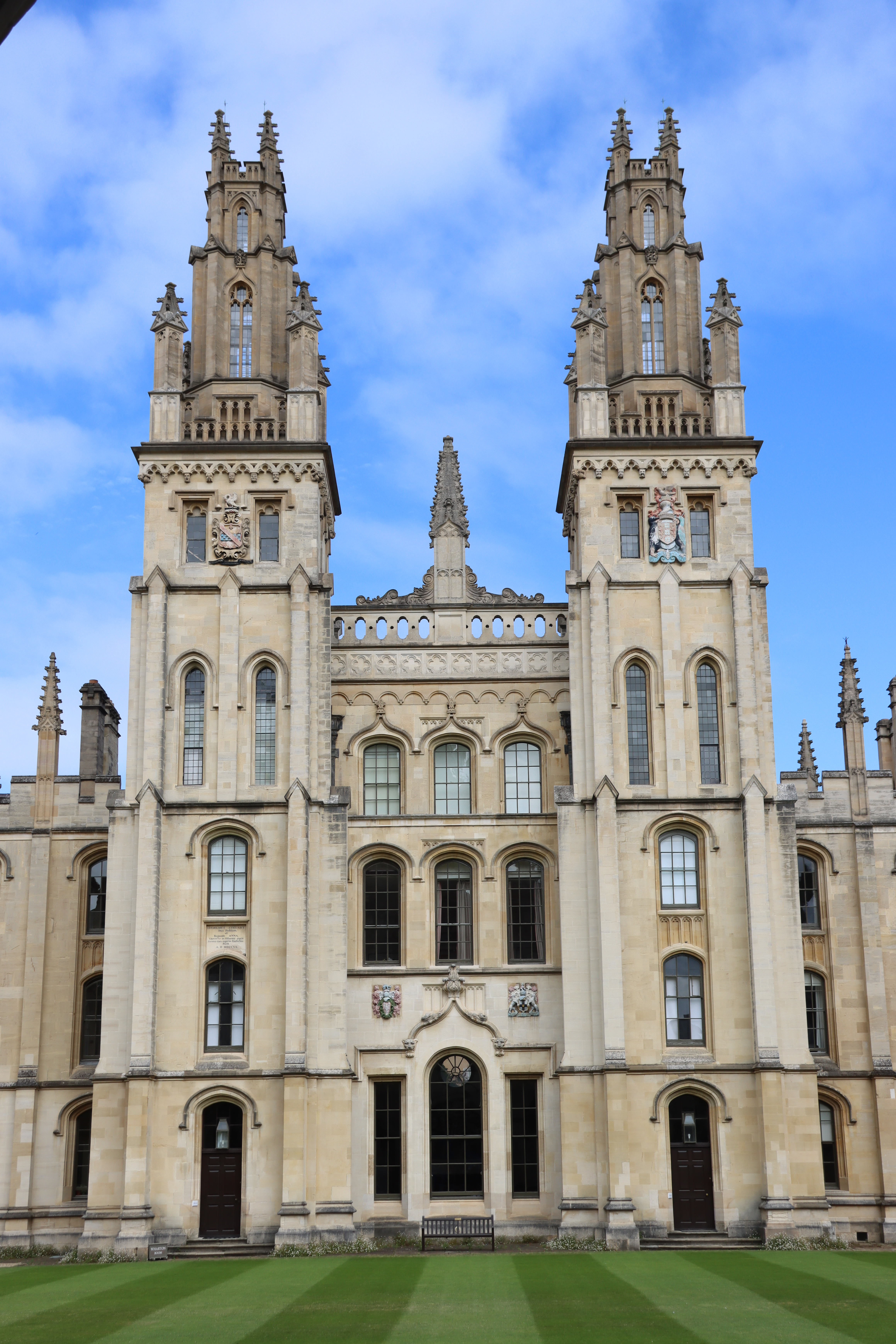
Tòa tháp đôi của All Souls

All Souls College (tên đầy đủ trong tiếng Anh: College of the Souls of All the Faithful Departed, tiếng Latinh: 𝘊𝘰𝘭𝘭𝘦𝘨𝘪𝘶𝘮 𝘖𝘮𝘯𝘪𝘶𝘮 𝘈𝘯𝘪𝘮𝘢𝘳𝘶𝘮 𝘍𝘪𝘥𝘦𝘭𝘪𝘶𝘮 𝘋𝘦𝘧𝘶𝘯𝘤𝘵𝘰𝘳𝘶𝘮, có nghĩa là 'Trường đại học Tất cả các Linh hồn Tín hữu đã qua đời') là một trường đại học trực thuộc Viện Đại học Oxford. Điều đặc biệt là ngày nay, trường chủ yếu là một viện nghiên cứu và không nhận sinh viên để giảng dạy. Thay vào đó, các thành viên được nhận vào trường tự động trở thành viện sĩ (fellow) sau khi đã trải qua một kỳ thi tuyển cực kỳ khó khăn.

## Lịch sử
Ngôi trường do Tổng giám mục Canterbury Henry Chichele xây dựng và quyên tặng một khoản quỹ để duy trì hoạt động, và được vua Henry VI trao hiến chương năm 1438.
Ở Anh Quốc, các viện đại học lớn như Oxford và Cambridge được cấu thành từ nhiều trường đại học thành viên. Các vị giám mục và các dòng tu đã xây dựng hoặc bảo trợ cho nhiều trường này, và không ít trong số đó mang tên hoặc danh hiệu của Chúa Giêsu, Đức Mẹ Maria và các Thánh. Nhưng riêng ngôi trường thuộc Oxford này mang cái tên độc đáo là Chư đẳng Linh hồn.
Cũng như các trường đại học cổ xưa khác của Viện Đại học Oxford, All Souls College ban đầu có hai chức năng là tôn giáo và hàn lâm. Về mặt tôn giáo, hiệu trưởng và 40 viện sĩ của trường có nhiệm vụ đến nhà nguyện để cầu nguyện cho những người sáng lập trường, cho tất cả những ai thiệt mạng trong cuộc chiến với Pháp (Chiến tranh Trăm Năm), và cho 'tất cả các tín hữu đã qua đời'.
Về mặt hàn lâm, Tổng giám mục Chichele đã tạo viễn kiến cho trường đại học này thành một cơ sở học thuật bậc cao. Ngày nay All Souls College là một trường danh giá bậc nhất và đặc biệt chỉ có chương trình tiến sĩ và cao hơn. Để được nhận học vào trường, thí sinh phải trải qua một kỳ thi từng được gọi là 'khó nhất thế giới'. Mỗi năm chỉ có rất ít, thường là hai người được nhận vào trường qua cuộc thi tuyển này, thậm chí có năm không ai được nhận. Một khi được nhận, họ cũng trở thành viện sĩ, tức thành viên ban quản trị của trường.
Trải qua những thay đổi của thời cuộc, các thành viên của All Souls College không buộc phải tham dự các buổi cầu nguyện cho linh hồn tiên nhân như trước nữa. Nhưng nhà nguyện của All Souls, cũng như các nhà nguyện khác của Oxford và Cambridge, hằng tuần vẫn cử hành các giờ kinh phụng vụ trong suốt những thế kỷ qua. Đó là truyền thống Kitô giáo không thể thiếu trong không gian của giới khoa bảng hàng đầu nước Anh.

## Hình ảnh

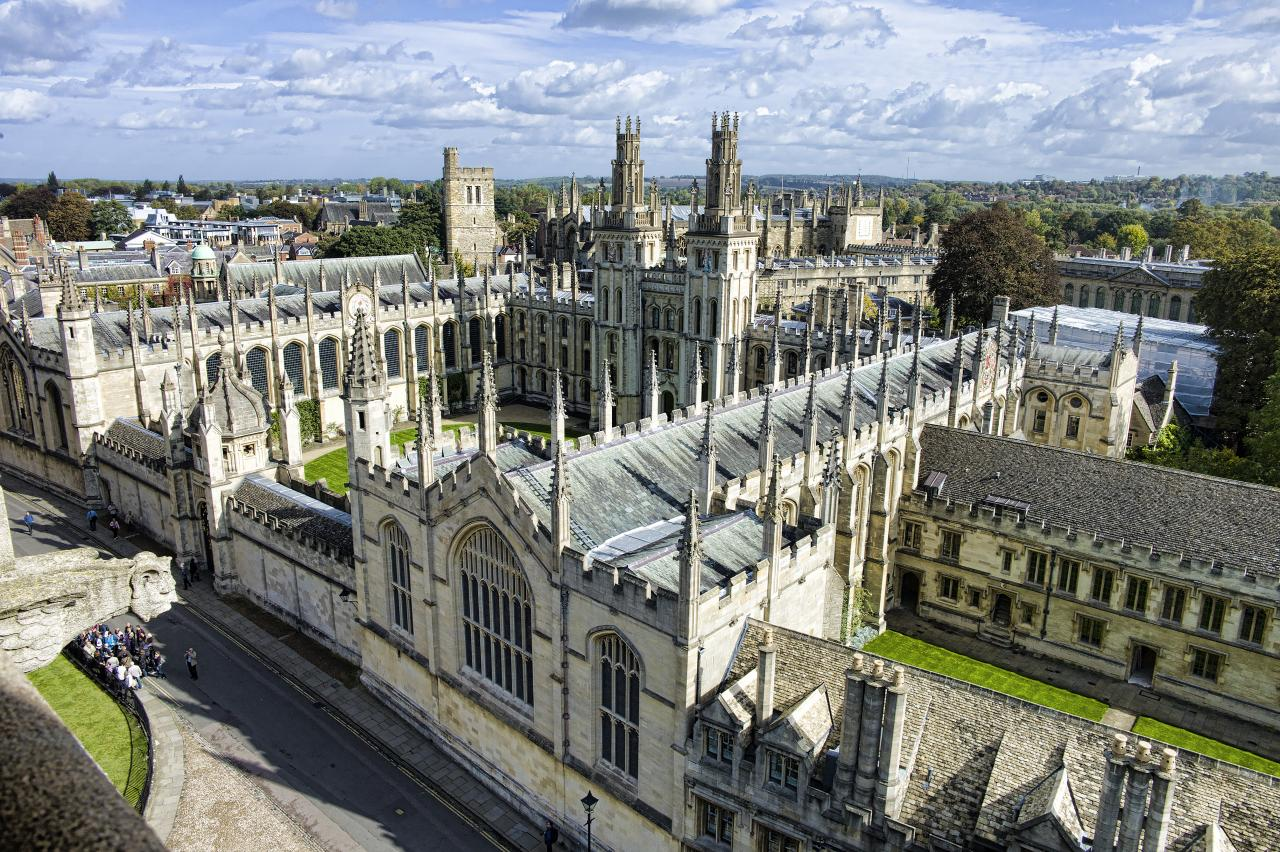
Góc nhìn từ Radcliffe Camera
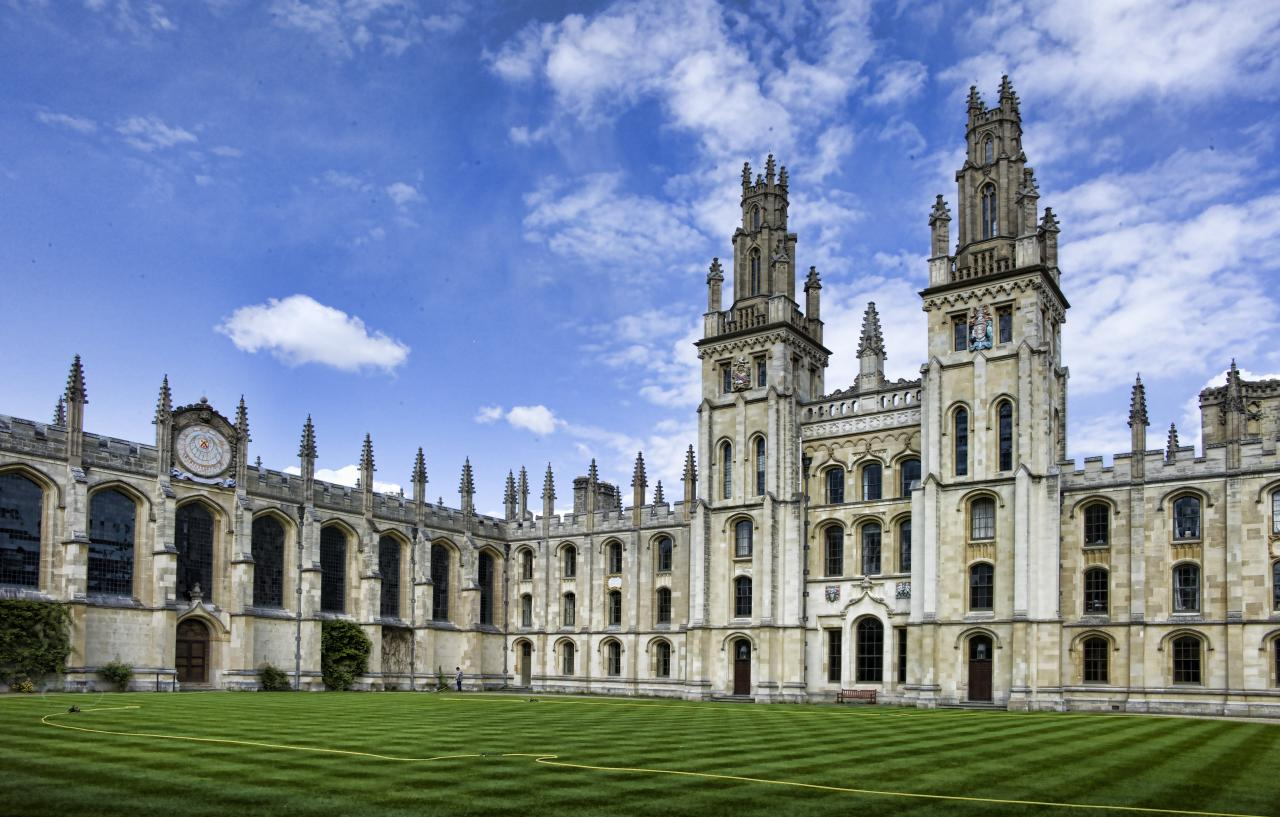
Sân chính với tòa tháp đôi Hawksmoor, bên trái là thư viện Codrington ở hướng Bắc.
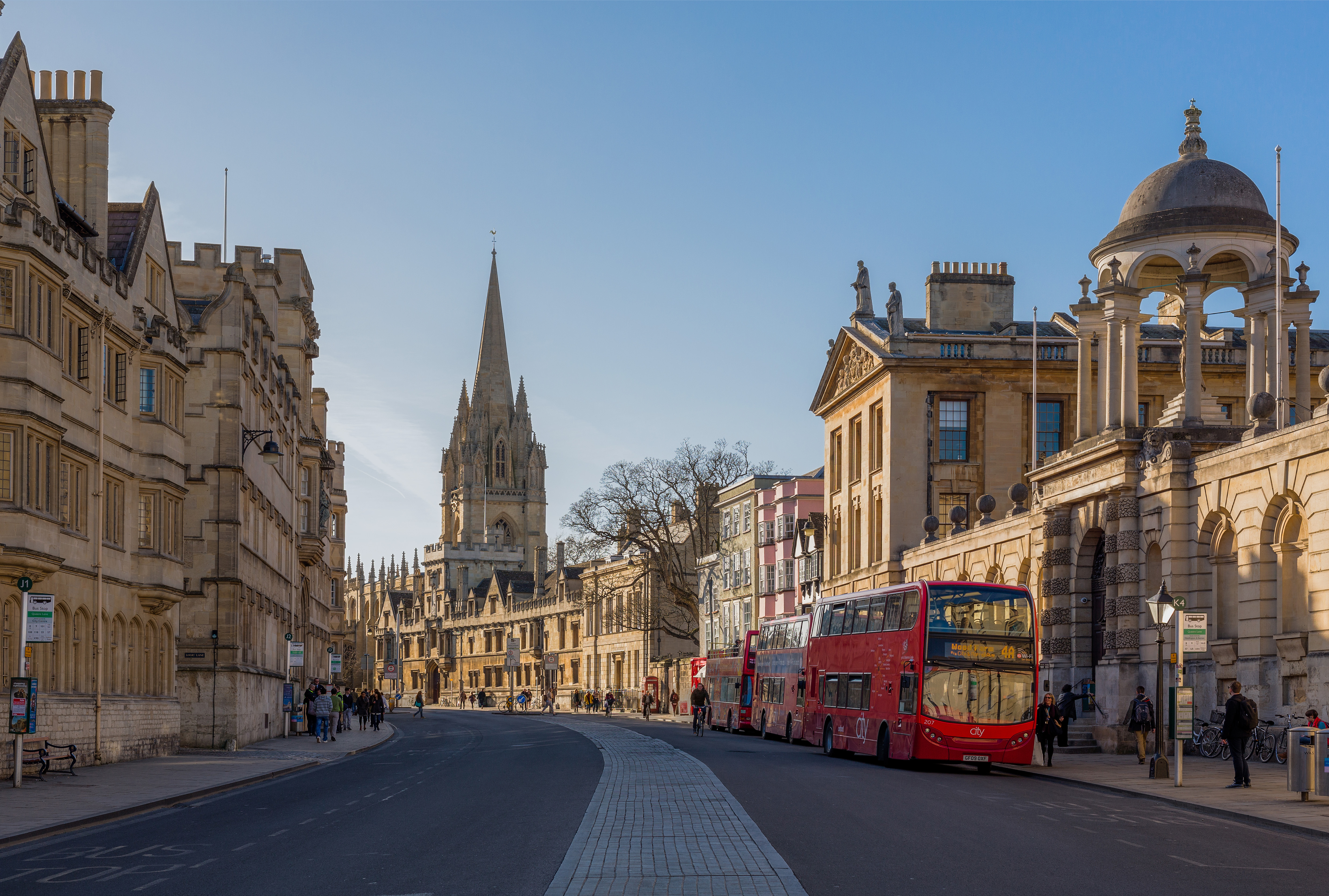
High Street nhìn về phía All Souls College, ngọn tháp cao của Nhà thờ St Mary's
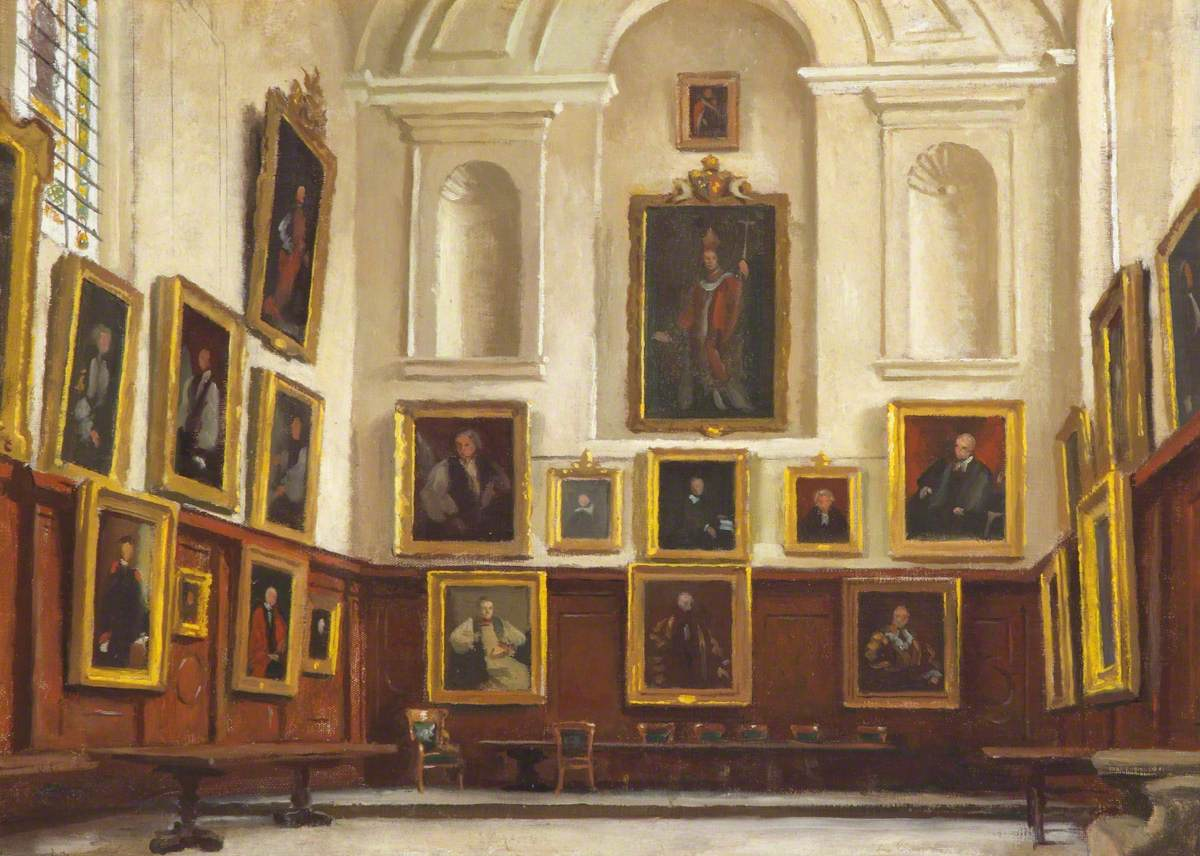
Sảnh đường, tranh vẽ trước 1948
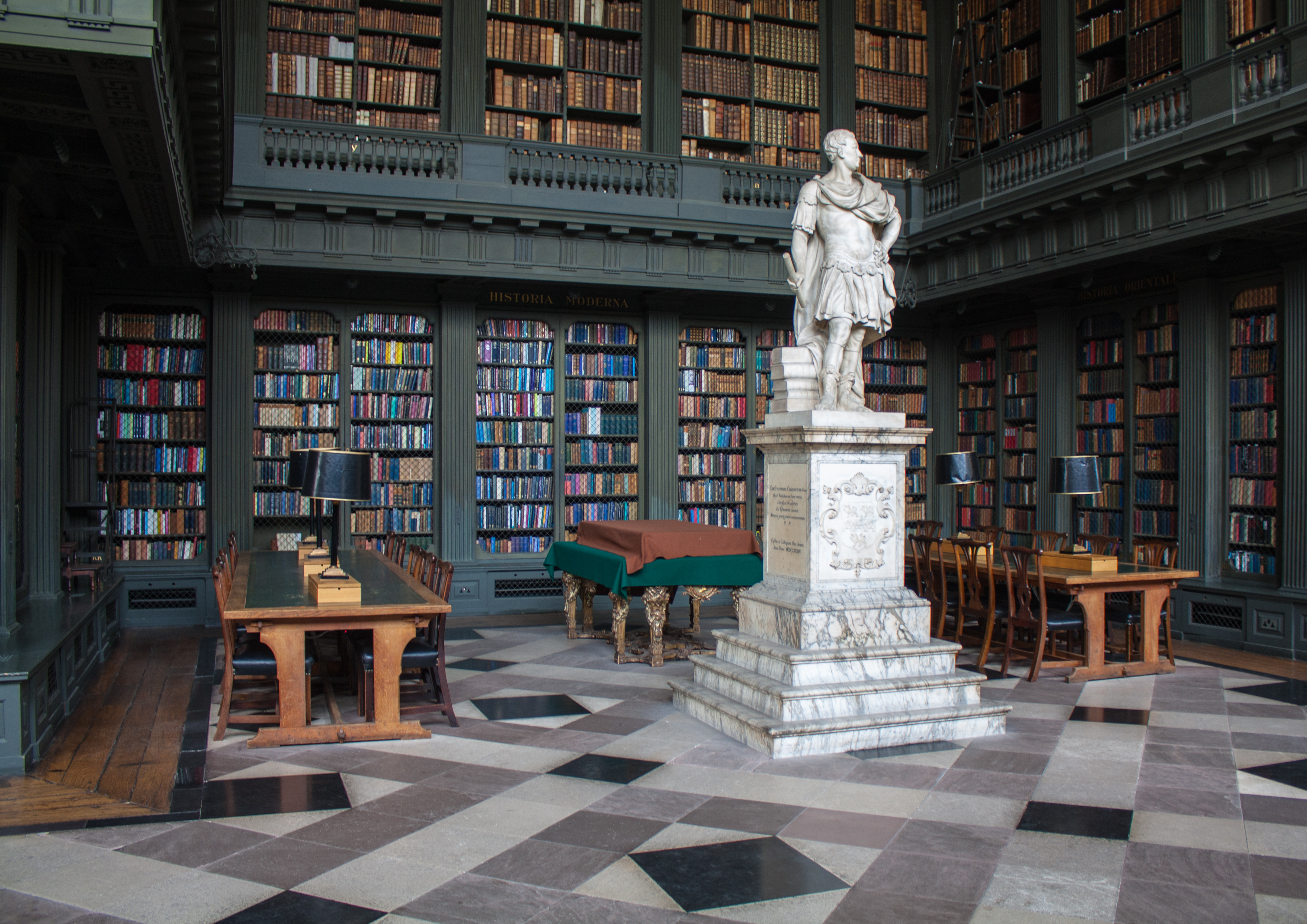
Thư viện Codrington
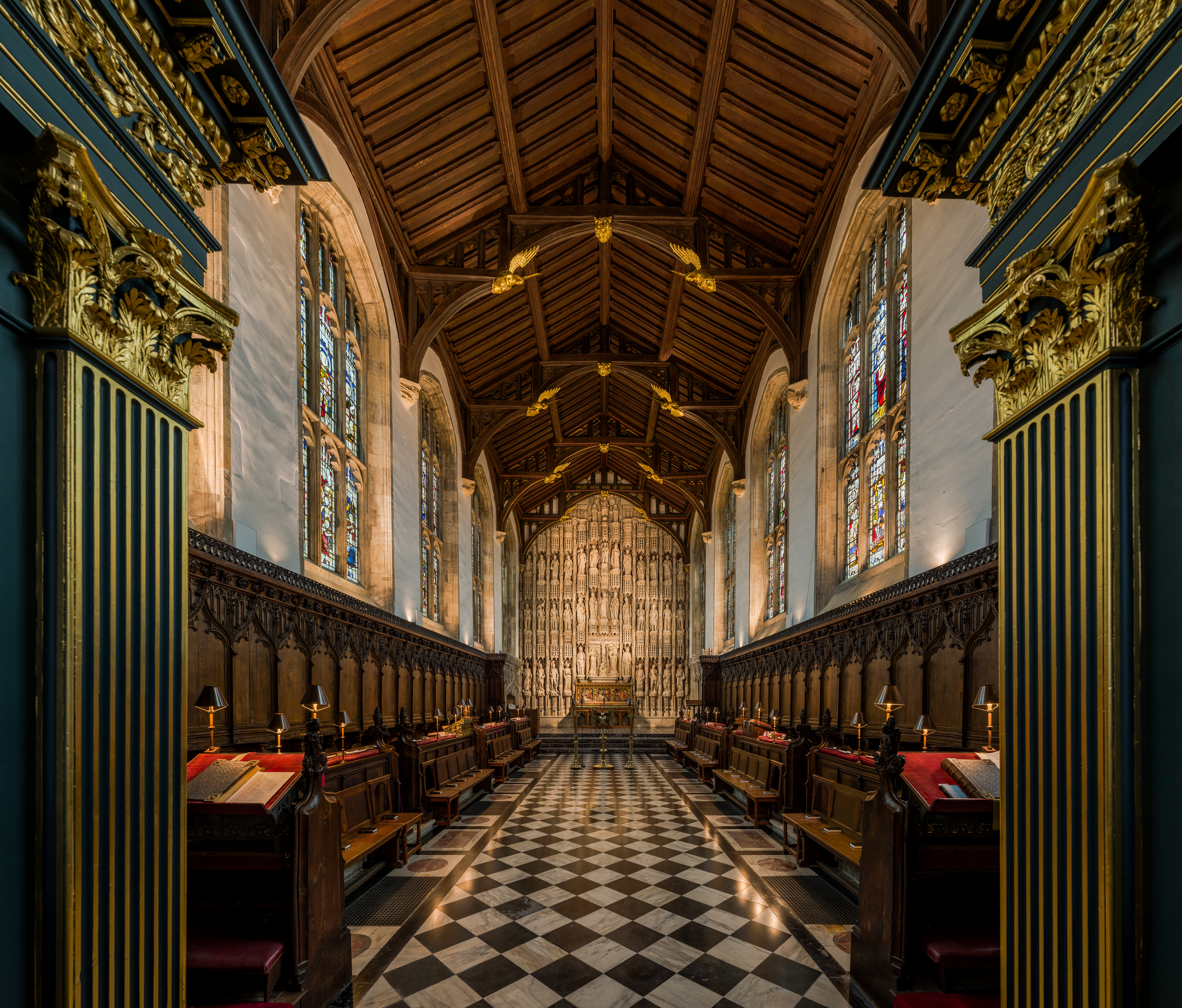
Nhà nguyện của All Souls